# Frank Albert Allack
Frank Albert Allack, né en 1888 dans le quartier de Woolwich à Londres et mort en 1967, est un footballeur anglais des années 1910. Il joue notamment au FC Barcelone et au RCD Espanyol.

## Biographie
Il joue en Angleterre au Plumstead FC et au Catford South End FC. Avec Plumstead, il effectue une tournée en Catalogne en 1911, et il est recruté par le RCD Espanyol avec William Hodge et Raine Gibson. Avec l'Espanyol, il est champion de Catalogne.
En 1912, il est recruté par le FC Barcelone où il joue pendant deux saisons. Avec le Barça, il remporte le championnat de Catalogne, la Coupe d'Espagne et la Coupe des Pyrénées.
Il joue ensuite au Català SC, Olot Deportiu et FC Terrassa.

## Palmarès
Avec le FC Barcelone :
- Vainqueur de la Coupe d'Espagne en 1912
- Vainqueur de la Coupe des Pyrénées en 1913